# Сив кускус
Сивият кускус (Phalanger orientalis) е вид бозайник от семейство Лазещи торбести (Phalangeridae).

## Разпространение и местообитание
Разпространен е в Източен Тимор, Индонезия, Папуа Нова Гвинея и Соломоновите острови.